# Steve Ralston
Stever Ralston (Oakville, 14 giugno 1974) è un allenatore di calcio ed ex calciatore statunitense, di ruolo centrocampista, assistente tecnico dei San Jose Earthquakes.

## Palmarès

### Club

#### Competizioni nazionali
- Lamar Hunt U.S. Open Cup: 1

New England Revolution: 2007

#### Competizioni internazionali
- SuperLiga nordamericana: 1

New England Revolution: 2008

### Nazionale
- Gold Cup: 2

2005, 2007

### Individuale
- MLS Best XI: 3

1999, 2000, 2002